# Reshit Chochmah

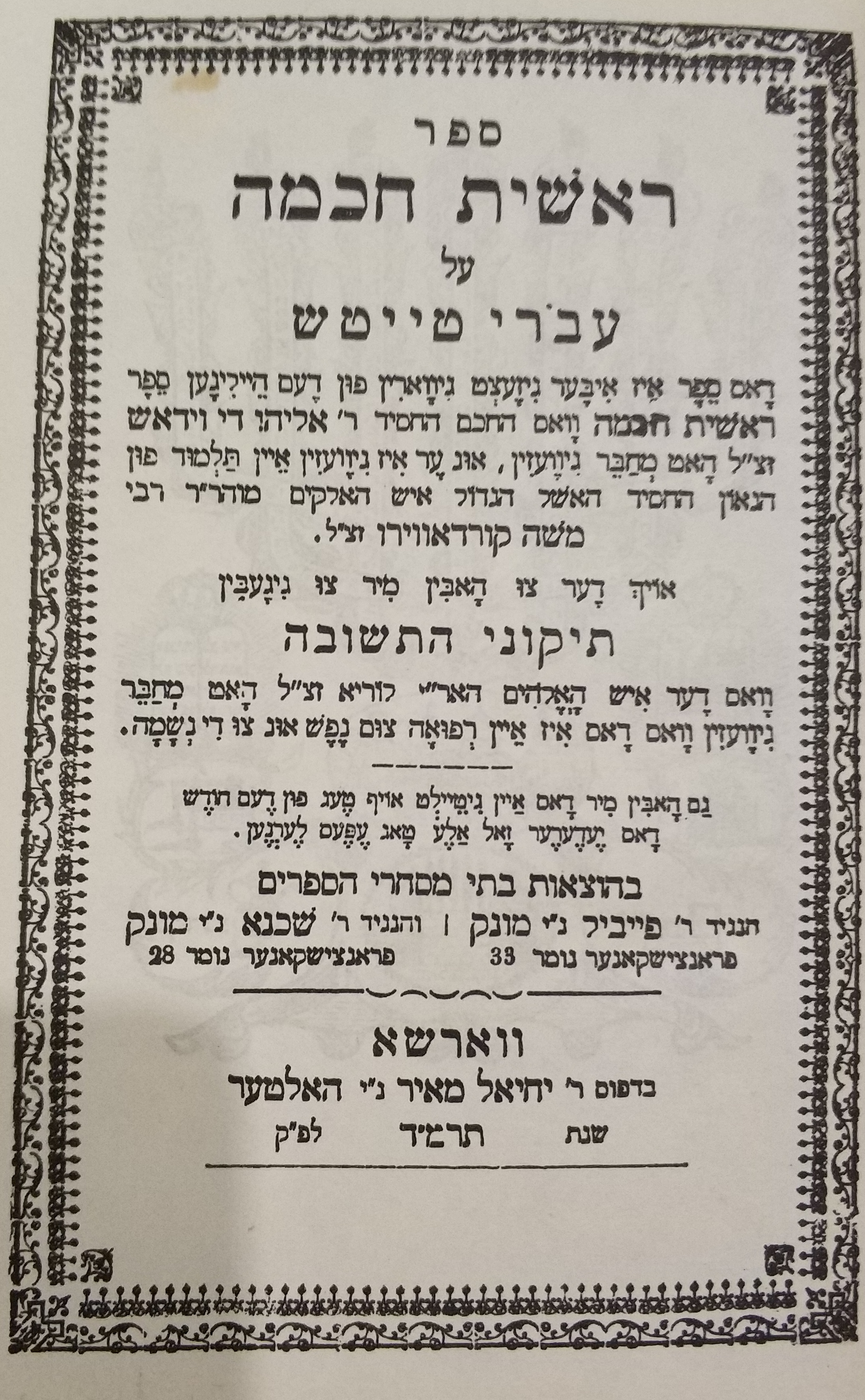

Reshit Chochmah (in ebraico ראשית חכמה‎?) è un importante libro della Cabala ebraica, nel campo del misticismo e dell'etica (Mussar), scritto nel XVI secolo dal rabbino Eliyahu de Vidas  (1518–1592). Si basa principalmente sullo Zohar. Il titolo ebraico si traduce letteralmente come “l'inizio della Sapienza”, in allusione al versetto biblico "Il timore del Signore è il principio della sapienza" (Proverbi 9:10).
Reshit Chochmah descrive un metodo di meditazione che combina la visualizzazione e permutazione delle lettere ebraiche, e intende ispirare il lettore con un senso di purezza e santità, se studiato su base regolare. Il libro presenta una combinazione di insegnamenti etici e morali nell'ambito della Cabala, mostrando un percorso al novizio che entra il mondo e la sapienza della Cabala. In stile semplice e di facile comprensione, l'opera spiega allo studente i modi di ottenere un livello più elevato di consapevolezza divina, "secondo la Volontà del Santo per il Suo benamato popolo, i Figli di Israele."
Questa opera continua ad essere alquanto popolare tra gli interessati e gli studiosi di Ebraismo.